# Cupa Confederațiilor FIFA 2017
Cupa Confederațiilor FIFA 2017, a 10-a ediție a Cupei Confederațiilor FIFA, are loc în Rusia și a început pe 17 iunie 2017, ca un preludiu înaintea Campionatului Mondial de Fotbal din 2018. Gazda s-a anunțat pe 2 decembrie 2010, aceasta fiind Rusia. Brazilia este campioana en-titre.
De vreme ce Rusia și campioana mondială din 2014, Germania, fac parte amândoună din UEFA, iar o a treia echipă va fi câștigătoarea Campionatului European de Fotbal din 2016, Portugalia.Aceasta va fi prima oară când trei echipe din aceeași confederație iau parte la turneu.

## Echipe calificate
| Echipă        | Confederație | Metoda calificării                                     | Data calificării  | Participare                                   |
| ------------- | ------------ | ------------------------------------------------------ | ----------------- | --------------------------------------------- |
| Rusia         | UEFA         | Gazda Campionatului Mondial de Fotbal din 2018         | 2 decembrie 2010  | Prima                                         |
| Germania      | UEFA         | Câștigătorea Campionatului Mondial de Fotbal din 2014  | 13 iulie 2014     | A treia (1999, 2005)                          |
| Australia     | AFC          | Câștigătorea Cupei Asiei AFC 2015                      | 31 ianuarie 2015  | A patra (1997, 2001, 2005)                    |
| Chile         | CONMEBOL     | Câștigătorea Copa América 2015                         | 4 iulie 2015      | Prima                                         |
| Mexic         | CONCACAF     | Campioana CONCACAF Gold Cup 2015                       | 10 octombrie 2015 | A saptea (1995, 1997, 1999, 2001, 2005, 2013) |
| Portugalia    | UEFA         | Câștigătorea Campionatului European de Fotbal din 2016 | 10 iulie 2016     | Prima                                         |
| Noua Zeelandă | OFC          | Câștigătorea Cupei Oceaniei pe Națiuni 2016            | 11 iunie 2016     | A patra (1999, 2003, 2009)                    |
| Camerun       | CAF          | Câștigătorea Cupei Africii pe Națiuni 2017             | 5 februarie 2017  | A treia (2001, 2003)                          |

Note:

^1 Dacă Statele Unite, câștigătoarea din 2013 a CONCACAF Gold Cup, câștigă și ediția din 2015, ei se vor califica automat pentru Cupa Confederațiilor FIFA 2017.

^2 Dacă Rusia sau Germania câștigă Campionatul European de Fotbal 2016, vice-campioana se va califica și ea pentru Cupa Confederațiilor FIFA 2017, de vreme ce Rusia și Germania sunt deja calificate.
Dacă Rusia și Germania vor disputa finala, echipa mai bine clasată din semifinale se va califica și ea.

## Stadioane
Meciurile se vor juca pe stadioane din patru orașe ale Rusiei.
| Saint Petersburg                 | Moscova                          | Kazan              | Soci                   |
| -------------------------------- | -------------------------------- | ------------------ | ---------------------- |
| Zenit Arena                      | Otkrîtie Arena                   | Kazan Arena        | Stadionul Olimpic Fișt |
| Capacitate: 69.501 (stadion nou) | Capacitate: 44.000 (stadion nou) | Capacitate: 45.015 | Capacitate: 47.659     |
|                                  |                                  |                    |                        |

Toate cele patru stadioane vor fi folosite și pentru Campionatul Mondial de Fotbal din 2018.

## Arbitrii oficiali
Un total de 9 trio-uri de arbitri (Un arbitru și doi arbitri asistenți), un arbitru de rezervă, și 8 arbitrii asistenți video au fost numiți pentru turneu.
| Confederație | Arbitri          | Arbitrii asistenți                     | Arbitru de rezervă | Arbitru asistent video                          |
| ------------ | ---------------- | -------------------------------------- | ------------------ | ----------------------------------------------- |
| AFC          | Fahad Al-Mirdasi | Abdullah Al-Shalawi Mohammed Al-Abakry | –                  | Ravshan Irmatov                                 |
| AFC          | Alireza Faghani  | Reza Sokhandan Mohammadreza Mansouri   | –                  | Ravshan Irmatov                                 |
| CAF          | Bakary Gassama   | Jean-Claude Birumushahu Marwa Range    | –                  | Malang Diedhiou                                 |
| CONCACAF     | Mark Geiger      | Joe Fletcher Charles Justin Morgante   | –                  | Jair Marrufo                                    |
| CONMEBOL     | Néstor Pitana    | Hernán Maidana Juan Pablo Belatti      | –                  | Enrique Cáceres Sandro Ricci                    |
| CONMEBOL     | Wilmar Roldán    | Alexander Guzman Cristian De La Cruz   | –                  | Enrique Cáceres Sandro Ricci                    |
| OFC          | –                | –                                      | Abdelkader Zitouni | –                                               |
| UEFA         | Milorad Mažić    | Milovan Ristić Dalibor Đurđević        | –                  | Artur Soares Dias Ovidiu Hațegan Clément Turpin |
| UEFA         | Gianluca Rocchi  | Elenito Di Liberatore Mauro Tonolini   | –                  | Artur Soares Dias Ovidiu Hațegan Clément Turpin |
| UEFA         | Damir Skomina    | Jure Praprotnik Robert Vukan           | –                  | Artur Soares Dias Ovidiu Hațegan Clément Turpin |

## Echipele
Fiecare echipă trebuie să numească mai întâi o echipă preliminară de 30 de jucători. Din echipa preliminară, echipa trebuie să numească o echipă finală de 23 de jucători (trei dintre ei trebuie să fie portari) până la termenul limită al FIFA. Jucătorii din echipa finală pot fi înlocuiți din cauza unei vătămări grave până la 24 de ore înainte de începerea primei reprize a echipei, unde jucătorii de înlocuire nu trebuie să fie în echipa preliminară. The official squads were announced by FIFA on 8 June 2017.

## Faza grupelor

### Grupa A
| Loc | Echipa            | MJ | V | E | Î | GM | GP | DG | Pct | Calificare |
| --- | ----------------- | -- | - | - | - | -- | -- | -- | --- | ---------- |
| 1   | Portugalia        | 3  | 2 | 1 | 0 | 7  | 2  | +5 | 7   |            |
| 2   | Mexic             | 3  | 2 | 1 | 0 | 6  | 4  | +2 | 7   |            |
| 3   | Rusia (H, E)      | 3  | 1 | 0 | 2 | 3  | 3  | 0  | 3   |            |
| 4   | Noua Zeelandă (E) | 3  | 0 | 0 | 3 | 1  | 8  | −7 | 0   |            |

### Meciurile
| Rusia                        | 2–0    | Noua Zeelandă |
| ---------------------------- | ------ | ------------- |
| Boxall 31' (aut.) Smolov 69' | Report |               |

| Portugalia              | 2–2    | Mexic                      |
| ----------------------- | ------ | -------------------------- |
| Quaresma 34' Cédric 86' | Report | Hernández 42' Moreno 90+1' |

| Rusia | 0–1    | Portugalia |
| ----- | ------ | ---------- |
|       | Report | Ronaldo 8' |

| Mexic                   | 2–1    | Noua Zeelandă |
| ----------------------- | ------ | ------------- |
| Jiménez 54' Peralta 72' | Report | Wood 42'      |

| Mexic                 | 2–1    | Rusia       |
| --------------------- | ------ | ----------- |
| Araujo 30' Lozano 52' | Report | Samedov 25' |

| Noua Zeelandă | 0–4    | Portugalia                                              |
| ------------- | ------ | ------------------------------------------------------- |
|               | Report | Ronaldo 33' (pen.) B. Silva 37' A. Silva 80' Nani 90+1' |

### Grupa B
| Loc | Echipa        | MJ | V | E | Î | GM | GP | DG | Pct | Calificare |
| --- | ------------- | -- | - | - | - | -- | -- | -- | --- | ---------- |
| 1   | Germania      | 3  | 2 | 1 | 0 | 7  | 4  | +3 | 7   |            |
| 2   | Chile         | 3  | 1 | 2 | 0 | 4  | 2  | +2 | 5   |            |
| 3   | Australia (E) | 3  | 0 | 2 | 1 | 4  | 5  | −1 | 2   |            |
| 4   | Camerun (E)   | 3  | 0 | 1 | 2 | 2  | 6  | −4 | 1   |            |

### Meciurile
| Camerun | 0–2    | Chile                  |
| ------- | ------ | ---------------------- |
|         | Report | Vidal 81' Vargas 90+2' |

| Australia           | 2–3    | Germania                                  |
| ------------------- | ------ | ----------------------------------------- |
| Rogic 41' Juric 56' | Report | Stindl 5' Draxler 44' (pen.) Goretzka 48' |

| Camerun              | 1–1    | Australia           |
| -------------------- | ------ | ------------------- |
| Zambo Anguissa 45+1' | Report | Milligan 60' (pen.) |

| Germania   | 1–1    | Chile      |
| ---------- | ------ | ---------- |
| Stindl 41' | Report | Sánchez 6' |

| Germania                     | 3–1    | Camerun       |
| ---------------------------- | ------ | ------------- |
| Demirbay 48' Werner 66', 81' | Report | Aboubakar 78' |

| Chile         | 1–1    | Australia  |
| ------------- | ------ | ---------- |
| Rodríguez 67' | Report | Troisi 42' |

## Fazele eliminatorii

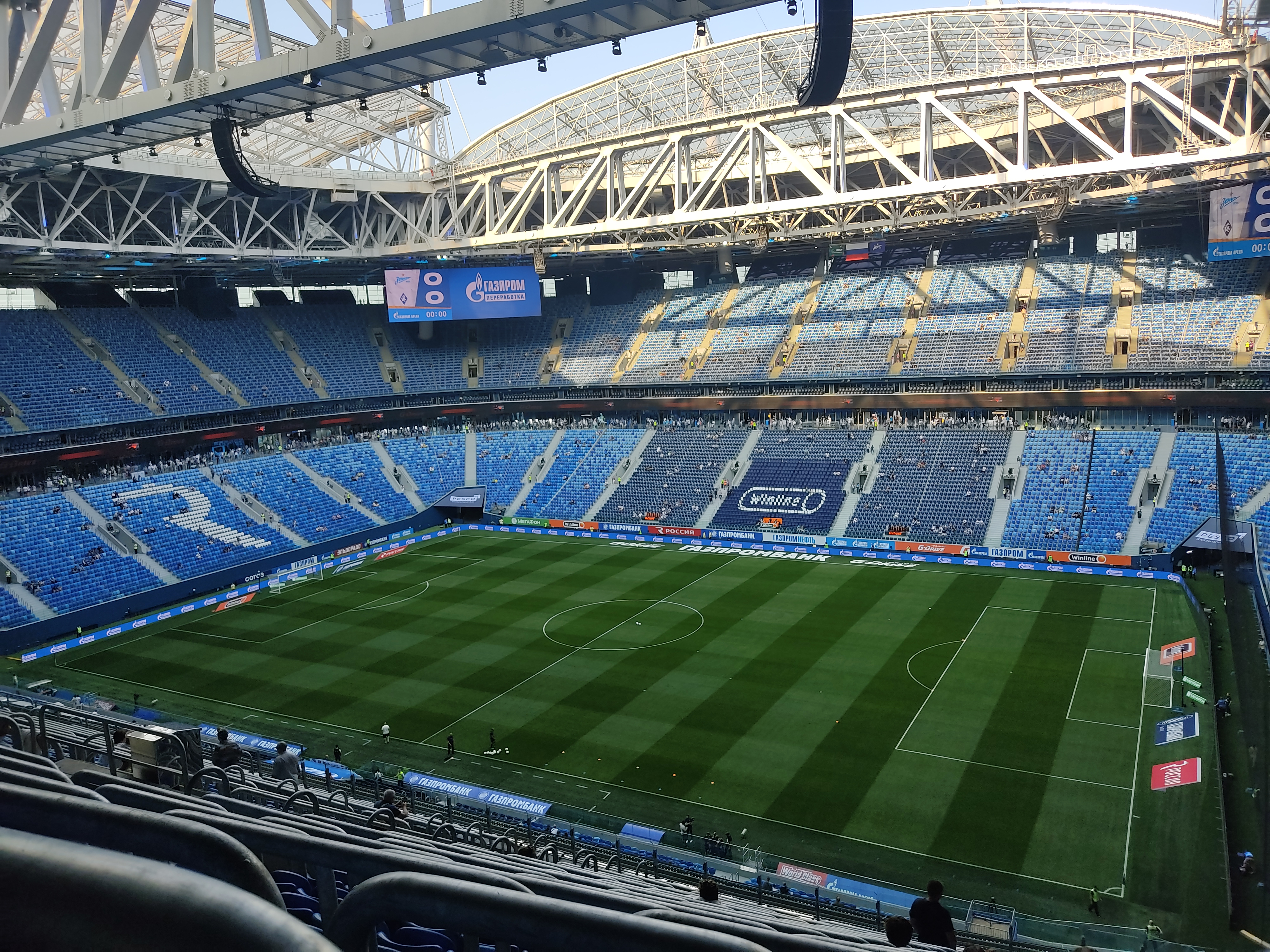
Gazprom Arena From Audience, Sector A

|  | Semifinale        | Semifinale |                            |   | Finala | Finala |
|  |                   |            |                            |   |        |        |
|  | 28 Iunie — Kazan  |            |                            |   |        |        |
|  |                   |            |                            |   |        |        |
|  | Portugalia        | 0 (0)      |                            |   |        |        |
|  | Portugalia        | 0 (0)      | 2 Iulie — Saint Petersburg |   |        |        |
|  | Chile d.l.d.      | 0 (3)      |                            |   |        |        |
|  | Chile d.l.d.      | 0 (3)      | Chile                      | 0 |        |        |
|  | 29 Iunie — Soci   |            | Chile                      | 0 |        |        |
|  |                   | Germania   | 1                          |   |        |        |
|  | Germania          | Germania   | 1                          | 4 |        |        |
|  | Germania          |            |                            | 4 |        |        |
|  | Mexic             | 0          |                            |   |        |        |
|  | Mexic             | 0          | Meciul pentru locul 3      |   |        |        |
|  |                   |            |                            |   |        |        |
|  | 2 Iulie — Moscova |            |                            |   |        |        |
|  |                   |            |                            |   |        |        |
|  | Portugalia d.p.   | 2          |                            |   |        |        |
|  | Portugalia d.p.   | 2          |                            |   |        |        |
|  | Mexic             | 1          |                            |   |        |        |

### Semifinale
| Portugalia                 | 0–0 (d.p.) | Chile                      |
| -------------------------- | ---------- | -------------------------- |
|                            | Raport     |                            |
| Quaresma · Moutinho · Nani | 0–3        | Vidal · Aránguiz · Sánchez |

| Germania                                | 4–1    | Mexic      |
| --------------------------------------- | ------ | ---------- |
| Goretzka 6', 8' Werner 59' Younes 90+1' | Raport | Fabián 89' |

### Meciul pentru locul 3
| Portugalia                          | 2–1 (d.p.) | Mexic           |
| ----------------------------------- | ---------- | --------------- |
| Pepe 90+1' Adrien Silva 104' (pen.) | Raport     | Neto 54' (aut.) |

### Finala
| Chile | 0–1    | Germania   |
| ----- | ------ | ---------- |
|       | Raport | Stindl 20' |

## Premii
Următoarele premii au fost acordate la încheierea turneului.  Premiile jucătorilor au fost sponsorizate de Adidas.
| Balonul de aur       | Balonul de argint     | Balonul de bronz      |
| -------------------- | --------------------- | --------------------- |
| Julian Draxler       | Alexis Sánchez        | Leon Goretzka         |
| Gheata de aur        | Gheata de argint      | Gheata de argint      |
| Timo Werner          | Leon Goretzka         | Lars Stindl           |
| 3 goluri, 2 asisturi | 3 goluri, 0 assisturi | 3 goluri, 0 assisturi |
| Mănușa de aur        |                       |                       |
| Claudio Bravo        |                       |                       |
| FIFA Fair Play Award |                       |                       |
| Germania             |                       |                       |

## Marcatori
Sunt 43 goluri în 16 meciuri.
3 goluri
- Leon Goretzka
- Lars Stindl
- Timo Werner

2 goluri
- Cristiano Ronaldo

1 gol
- Tomi Juric
- Mark Milligan
- Tom Rogic
- James Troisi
- Vincent Aboubakar
- André-Frank Zambo Anguissa
- Martín Rodríguez
- Alexis Sánchez
- Eduardo Vargas
- Arturo Vidal
- Kerem Demirbay
- Julian Draxler
- Amin Younes
- Néstor Araujo
- Marco Fabián
- Javier Hernández
- Raúl Jiménez
- Hirving Lozano
- Héctor Moreno
- Oribe Peralta
- Chris Wood
- Adrien Silva
- Cédric
- Nani
- Pepe
- Ricardo Quaresma
- André Silva
- Bernardo Silva
- Aleksandr Samedov
- Fyodor Smolov

1 autogol
- Michael Boxall (cu Rusia)
- Luis Neto (cu Mexic)

Sursa: FIFA

## Asisturi
3 asisturi
- Héctor Herrera

2 asisturi
- Jonas Hector
- Benjamin Henrichs
- Joshua Kimmich
- Timo Werner

1 asist
- Robbie Kruse
- Michael Ngadeu-Ngadjui
- Moumi Ngamaleu
- Alexis Sánchez
- Eduardo Vargas
- Arturo Vidal
- Julian Brandt
- Emre Can
- Julian Draxler
- Javier Aquino
- Jonathan dos Santos
- Marco Fabián
- Carlos Vela
- Clayton Lewis
- Eliseu
- Raphaël Guerreiro
- Ricardo Quaresma
- Cristiano Ronaldo
- André Silva
- Aleksandr Samedov
- Aleksandr Erokhin

Source: FIFA